# François Cléret de Langavant
François Cléret de Langavant, né le 2 février 1896 à Saint-Malo et mort le 16 septembre 1991 à l'abbaye Notre-Dame de Langonnet dans le Morbihan, est un prélat français, évêque de La Réunion de 1934 à 1960.

## Biographie

### Famille
Né le 2 février 1896 à Saint-Malo, il est issu de la famille Cléret de Langavant, une  famille d'ancienne bourgeoisie originaire de Normandie,,. Par sa mère, Marthe de La Bonninière de Beaumont, il est parent de Georges Marie Bonnin de La Bonninière de Beaumont auquel il succédera à l'évêché de la Réunion. Son père est Joseph Cléret de Langavant (1859 - 1934), capitaine au 47e régiment d'infanterie basé à Saint-Malo, qui avec un autre capitaine refuse lors des inventaires en 1905 de faire enfoncer par leurs hommes les portes de l'église de Saint-Servan et est pour cela condamné par un Conseil de guerre à un jour de prison avec sursis pour refus d'obéir et immédiatement mis en disponibilité par retrait d'emploi par le ministre de la guerre. Joseph, après avoir occupé divers emplois dans la vie civile pour nourrir ses dix enfants, est réintégré, sur sa demande, dans son grade de capitaine en 1914 lors de la déclaration de guerre. Il est mobilisé au 247e régiment d’infanterie. Blessé le 26 août à Donchéry, dans les Ardennes, il revient au front moins d’un mois plus tard, puis est fait chevalier de la Légion d’honneur le 27 septembre 1914. Promu chef de bataillon le 11 octobre 1914, il quitte le front en mars 1916 du fait d’une « fatigue excessive ». Deux de ses fils, Louis et Fernand (frères de François qui est également mobilisé au combat) sont morts au combat pour la France. Démobilisé en mars 1918, il est cité deux fois à l’ordre de l’armée.

### Formation
François Cléret de Langavant poursuit ses études au grand séminaire de Rennes. Il les interrompt pour participer lui aussi à la Première Guerre mondiale. Il est nommé aspirant et combat à la tête d’un régiment de tirailleurs sénégalais au chemin des Dames. Ensuite il entre au noviciat des Pères du Saint-Esprit à Neufgrange et étudie au séminaire français de Rome. Son frère, Pierre (1899-1947), devient spiritain et est nommé à Diego Suarez et à Fénérive. Docteur en théologie, François de Langavant est ordonné prêtre de la Congrégation du Saint-Esprit le 22 septembre 1922. Il enseigne au séminaire spiritain de la rue Lhomond à Paris qu'il dirige de 1927 à 1929. Le 24 octobre 1929, il est nommé à l'Île Maurice comme vicaire de la cathédrale de Port-Louis.

### Évêque

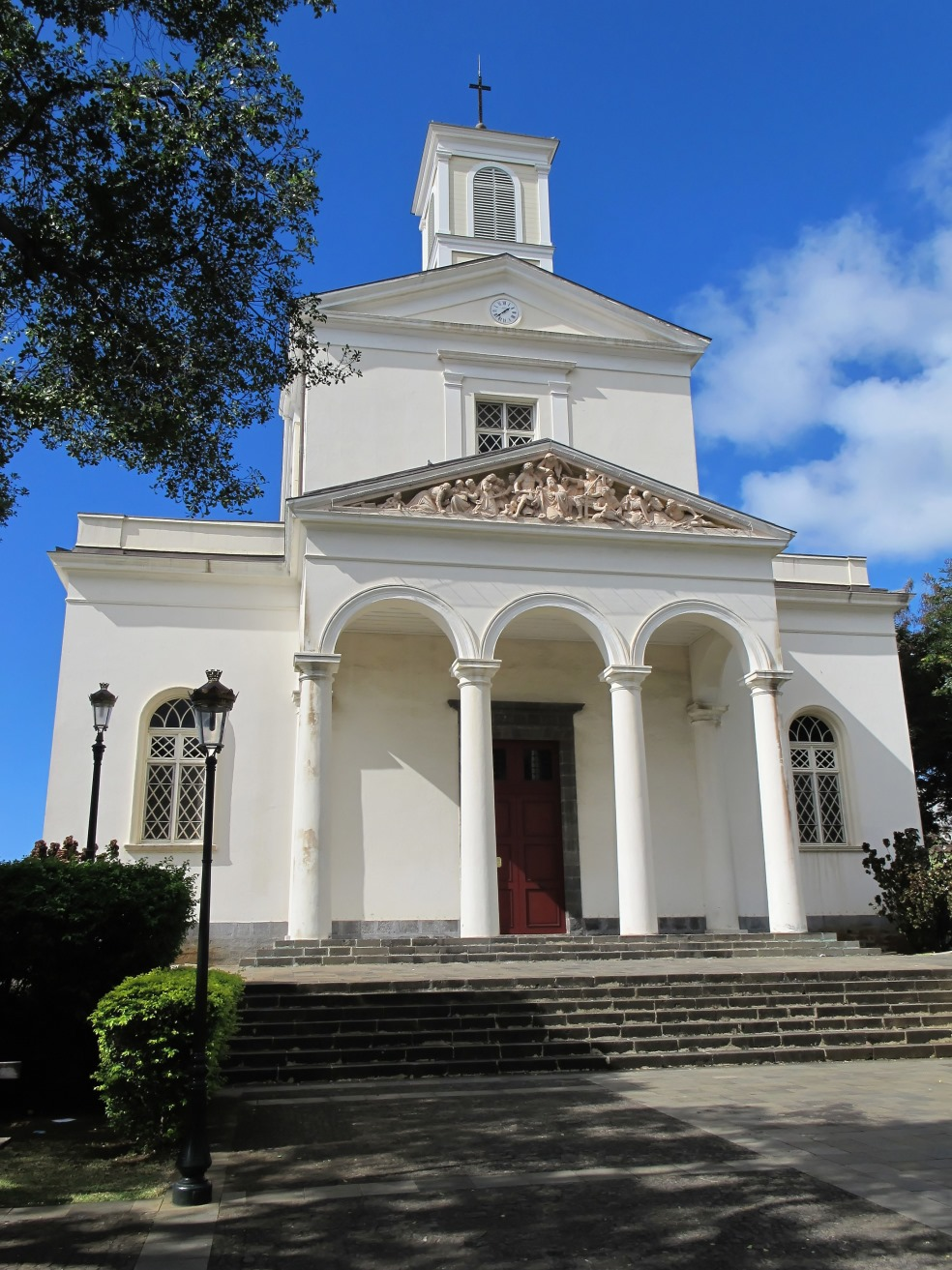
Cathédrale de Saint-Denis de La Réunion.

Le 5 janvier 1935, après plus de cinq ans à l'Île Maurice, l'île jumelle des Mascareignes dont la population est francophone, il apprend par un télégramme de son supérieur, Louis Le Hunsec, qu'il est nommé évêque de Saint-Denis de la Réunion depuis le 10 décembre 1934 par Pie XI. Il y remplace un parent de sa mère, de Beaumont. Il part pour la France et reçoit la consécration épiscopale en la cathédrale de Saint-Malo le 25 avril 1935 des mains de René-Pierre Mignen, archevêque de Rennes. Il arrive à La Réunion par le paquebot La Ville d'Angers le 5 août 1935 où il est accueilli par le gouverneur Alphonse Choteau. Dès son arrivée dans cette île de 200 000 habitants (dont plus de 90% de baptisés catholiques), le nouvel évêque renforce les moyens du séminaire de Cilaos. Le diocèse compte alors quarante petits séminaristes dont vingt-cinq à Cilaos et huit grands séminaristes réunionnais chez les spiritains à Paris et sept à Allex.
Le 26 avril 1936, des émeutes éclatent en cette journée des élections législatives à cause de fraudes électorales et quatre électeurs sont tués devant la mairie de Sainte-Suzanne par la gendarmerie. L'évêque fait réciter le De profundis pour les victimes dans sa cathédrale de Saint-Denis, ce qui provoque sa convocation chez le gouverneur afin de s'expliquer sur l'attitude politique de certains de ses prêtres. Le sénateur Léonus Bernard demande au ministère des Colonies de renvoyer l'évêque, demande qui reste lettre morte. Par la suite, François Cléret de Langavant fait édifier l'église Notre-Dame-de-la-Paix à Saint-Gilles, sur un terrain offert par la famille de Villèle.
Le gouverneur de La Réunion, Pierre Émile Aubert (arrivé le 26 février 1940), apprend par la radio la capitulation de la France, le lendemain de l'armistice. Il se range du côté du maréchal Pétain et l'évêque fait de même une semaine plus tard. Pourtant dès le 23 juin Lord Halifax déclare: « L'Empire français d'outre-mer a encore un rôle vital à jouer dans la lutte pour la civilisation dont seul le succès peut restaurer la liberté de la France [...) Je demande aux autorités civiles et militaires de tous les territoires français d'outre-mer de se tenir à leurs côtés et de se battre main dans la main jusqu’à la victoire. » Le gouverneur Aubert refuse que La Réunion se batte aux côtés de l'Angleterre, se méfiant des visées anglaises sur son territoire et ayant de mauvais rapports avec le gouverneur britannique de l'Île Maurice, Sir Bede Clifford. Toutes les relations sont coupées avec l'île jumelle et La Réunion subit un blocus maritime et la pénurie s'installe. Le 10 juillet 1940, les deux députés de La Réunion, Lucien Gasparin et Auguste Brunet, votent les pleins pouvoirs au maréchal au casino de Vichy.
Dans sa lettre pastorale de juillet 1941, l'évêque recommande l'obéissance au maréchal Pétain (« l'opposition devient une illégalité (...) un manquement à nos devoirs envers la Patrie ») et un retour aux valeurs chrétiennes de la France, dont le déclin fut provoqué selon le gouverneur Aubert par « les Juifs, les francs-maçons et les communistes ». François Cléret de Langavant fait construire l'église Saint-Gabriel de La Montagne et un mausolée à Scholastique Malet.
Les Britanniques s'emparent de Diego Suarez en mai 1942. Le 27 septembre 1942, Saint-Denis est déclarée ville ouverte. Lorsque les Forces françaises libres débarquent à La Réunion le 28 novembre 1942, il sert de médiateur pour favoriser la reddition du gouverneur Aubert et l'installation au pouvoir le 30 novembre du nouveau gouverneur nommé par le général de Gaulle, André Capagorry. « Je n'ai aucun scrupule à collaborer loyalement avec ce gouverneur et à l'aider dans sa tâche ». En juillet 1947, il fait déposer les restes de Jean-Bernard Rousseau dans un mausolée. Le diocèse compte alors cinquante-quatre paroisses. Il organise une grande mission en 1957 afin de renforcer les vocations. Il fait construire trente-neuf églises ou chapelles sous son épiscopat, des salles d'œuvres et de catéchisme. À son départ à l'âge de 65 ans, le diocèse compte 300 000 habitants, mais il manque de vocations.

### Dernières années

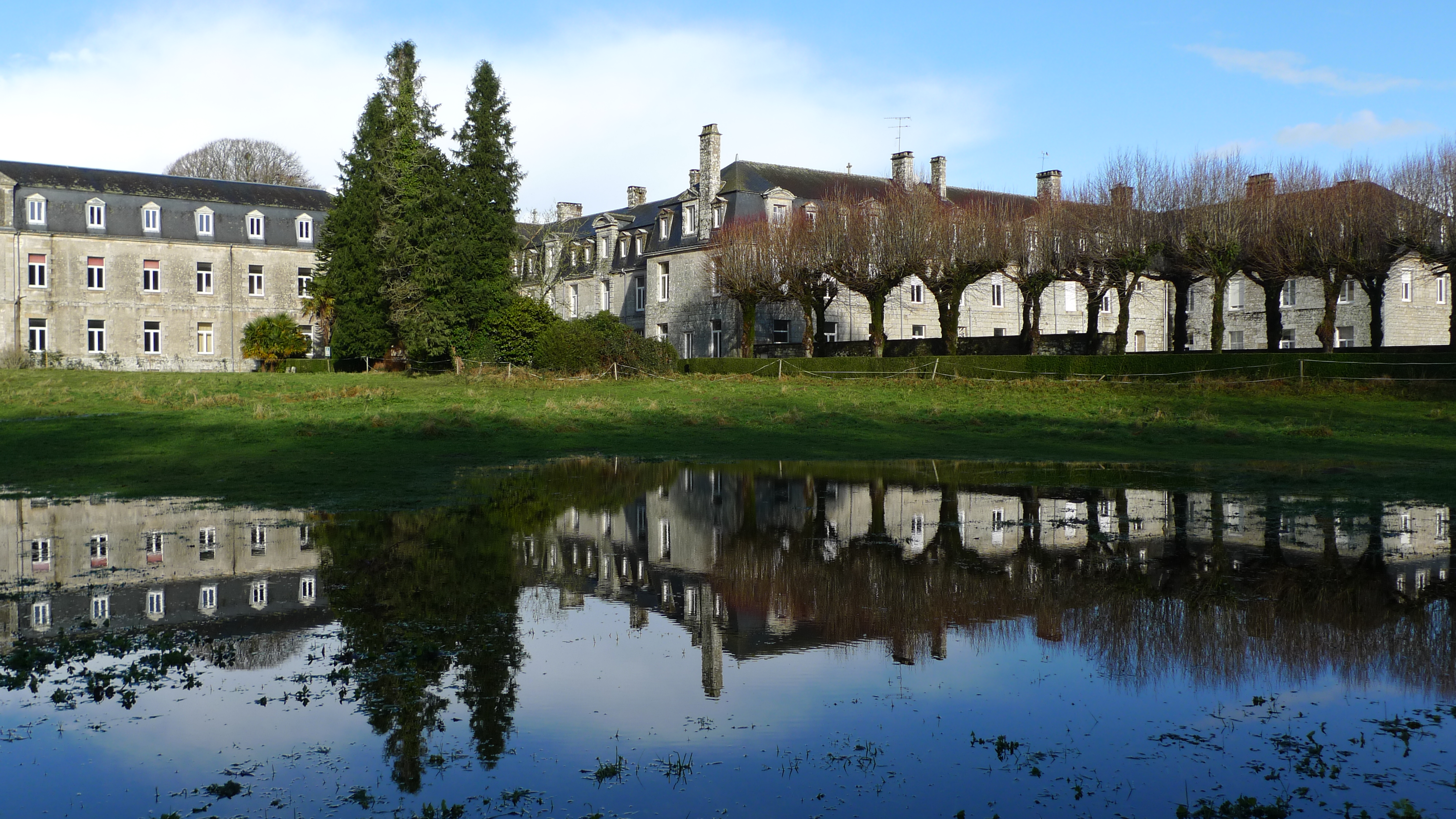
L'abbaye Notre-Dame de Langonnet.

Il démissionne de sa charge le 21 octobre 1960 et Georges Guibert lui succède. Il est alors nommé évêque titulaire de Mactaris (de), résidant et exerçant différentes fonctions à La Réunion, notamment curé de la paroisse de la Sainte-Famille de Saint-Joseph après 1961, puis aumônier des Dominicaines de la Providence après 1968. Il rentre en France en 1979 pour rejoindre l'abbaye Notre-Dame de Langonnet « pour trouver la paix et le silence ». En 1975, il publie une Histoire du diocèse de La Réunion (1935-1961). Il fait un séjour d'un mois à la Réunion en 1982 où il participe à l'inauguration des nouveaux bâtiments de l'évêché. Il meurt à l'abbaye de Langonnet à l'âge de 95 ans.

## Distinctions reçues
- Croix de guerre 1914–1918[15]
- Chevalier de la Légion d'honneur[15]